# 和泉多摩川緑地
和泉多摩川緑地（いずみたまがわりょくち）は、1942年（昭和17年）3月に内務省が都市計画決定した都市計画緑地（23.14ヘクタール）である。多摩川の砂利採掘跡や河川敷の一部を指定したもの。大東京への空襲等の被害を局限するために、非建蔽地域で大東京を囲繞する大緑地帯の一翼を形成していた。都市計画事業決定はなされないまま終戦に至った。

## 現況
現在都市計画区域内に狛江市立西河原公園のほか、東京都水道局用地、防衛省スポーツセンターが点在する。